# Spitaltor (Coburg)
Das Spitaltor ist eines von drei erhaltenen Stadttoren der oberfränkischen Stadt Coburg. Der Torturm grenzte das Stadtzentrum nach Norden hin ab und gehörte zum inneren Stadtmauerring.

## Baugeschichte

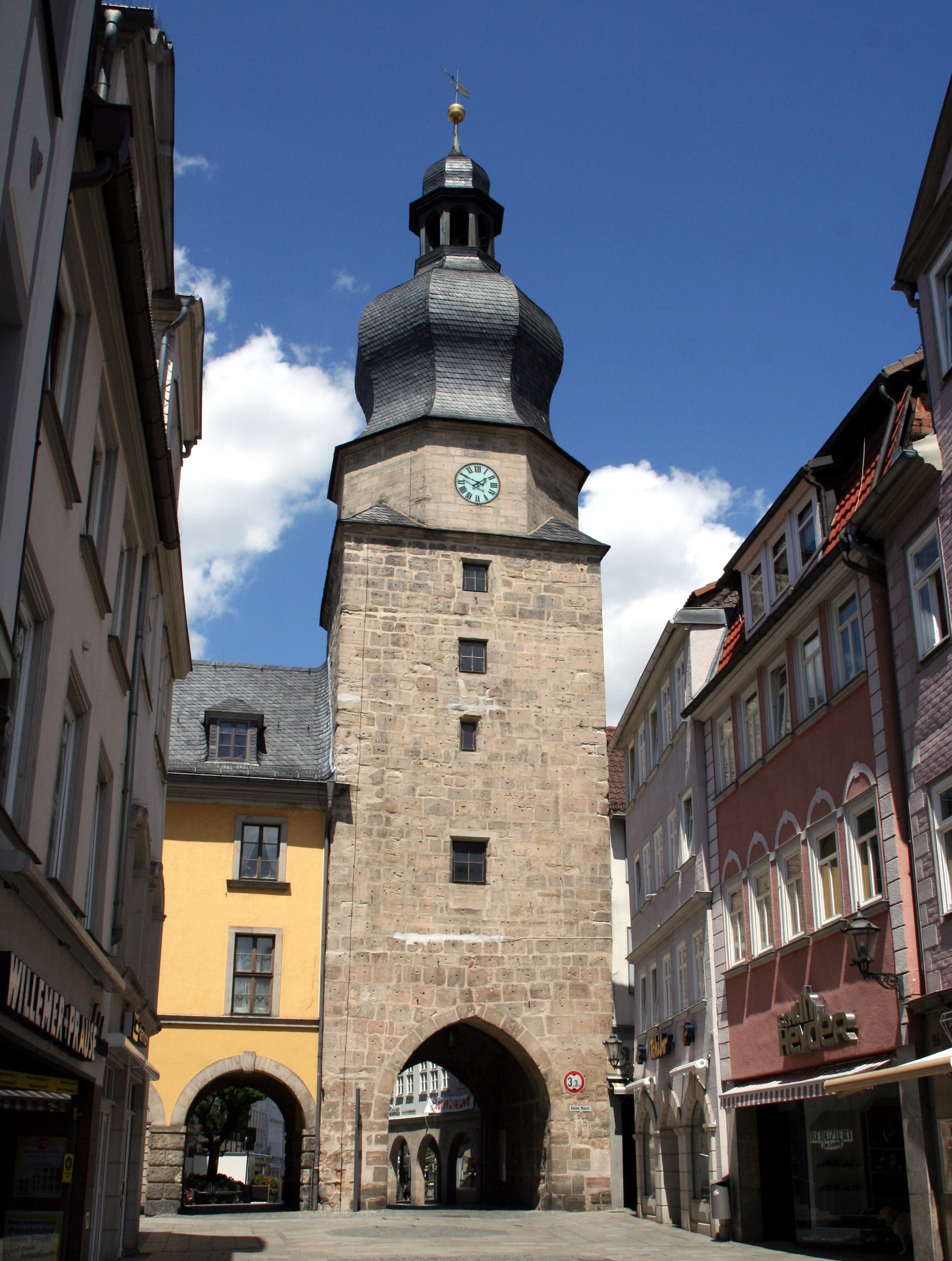
Spitaltor, Südseite

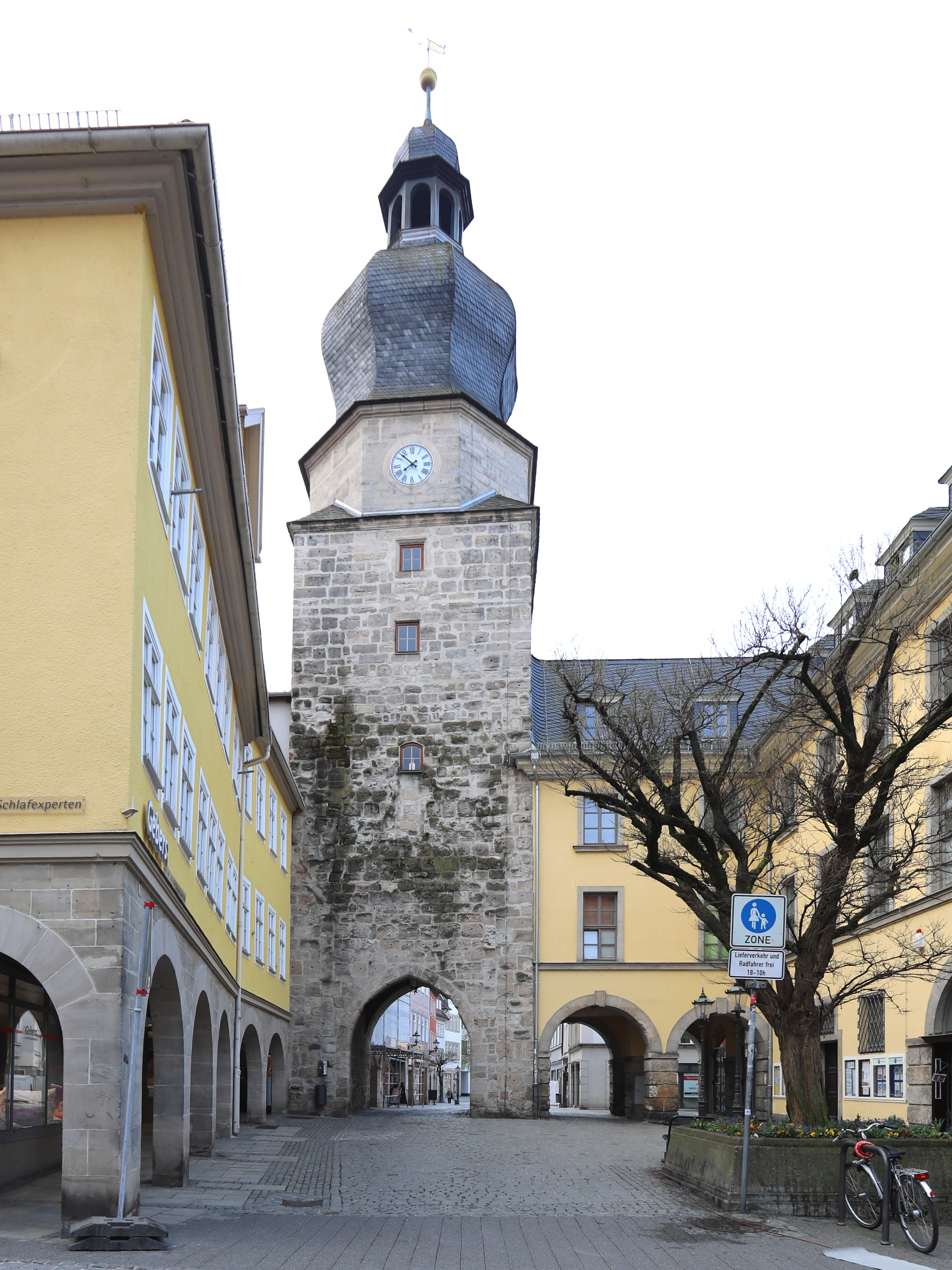
Spitaltor, Nordseite

Die Spitalgasse und das Spitaltor verbinden den Markt mit dem Steinweg. Seit dem Mittelalter führte eine wichtige Handelsroute zwischen Nürnberg und Erfurt durch das Tor. Das wohl im 13. Jahrhundert oder 14. Jahrhundert errichtete Stadttor wurde erstmals im Coburger Stadtbuch von 1393 als Spitaltor erwähnt. Der Name geht auf das damalige, in der Nähe liegende St. Georgen-Spital zurück, das bereits im Jahre 1317 gegründet wurde.
Vor dem Spitaltor, auf der nördlichen Seite, befand sich auch der Stadtgraben, der vom Stetzenbach gespeist wurde. Anfang des 17. Jahrhunderts hatte der Turm einen Fachwerkaufbau mit einem steilen Satteldach, einem Erker und einem Dachreiter. Am 13. Juli 1685 zerstörte ein Feuer die Dachkonstruktion. Fünf Personen der Türmerfamilie verloren dabei ihr Leben. Noch im selben Jahr entstand anstelle des Fachwerkobergeschosses ein steinerner achteckiger Turmaufsatz, auf den eine welsche Haube aufgesetzt wurde. Im Jahr 1691 war der Turm fertiggestellt.
Im Zusammenhang mit dem Bau des benachbarten Gräfsblocks wurden 1937 westlich neben der Tordurchfahrt zwei zusätzliche Durchlässe errichtet. Auf der anderen Seite wurde Anfang der 1950er Jahre eine Fußgängerpassage gebaut. Im Herbst 1981 war die Westumfahrung der Coburger Innenstadt fertiggestellt. Die Bundesstraße 4 wurde aus der Spitalgasse dorthin verlegt und in der Folge 1982 der Spitalturm Teil der innerstädtischen Fußgängerzone.

## Architektur
Das sechsgeschossige Spitaltor hat einen rechteckigen Grundriss mit Abmessungen von 7,5 mal 7,2 Metern und einer Höhe von 37,15 Metern. Die Mauerstärke beträgt 1,6 Meter und die Breite des spitzbogigen Toröffnung 3,6 Meter. Die Durchfahrt hat ein Tonnengewölbe mit einer rechteckigen Öffnung im Scheitel. Diese war ein Gussschlot durch den heißes Wasser oder Pech auf die Angreifer gegossen werden konnte.  
Der Zugang zum Turm befindet sich im zweiten Stock des Nachbarhauses Kleine Mauer 1, dem ehemaligen Turmwächterhaus.
Auf der Südseite sind mittig vier rechteckige Fenster übereinander angeordnet. Auf der Nordseite ist das unterste Fenster zugemauert, darüber befinden sich ein flachbogiges und zwei rechteckige Fenster. Auf dem rechteckigen Oberbau befindet sich ein achteckiger Aufsatz mit jeweils einer Uhr auf den Nord- und Südseiten und einem Fenster auf der Ost- und Westseite. In den Glockenstuhl wurde 1708 eine Glocke mit 70 Zentimeter Durchmesser vom Coburger Glockengießer Magnus Schenk und 1756 eine mit 52 Zentimeter Durchmesser vom Coburger Glockengießer Johann Andreas Mayer gehängt. Als Abschluss hat der Turm eine schiefergedeckte welsche Haube mit Laterne.